# Micrometrus minimus
Micrometrus minimus är en fiskart som först beskrevs av Gibbons, 1854.  Micrometrus minimus ingår i släktet Micrometrus och familjen Embiotocidae. Inga underarter finns listade i Catalogue of Life.